# Pristavica, Rogaška Slatina
Pristavica je razloženo naselje nad  desnim bregom reke Sotle v Občini Rogaška Slatina.